# شيتايي إيشيتي

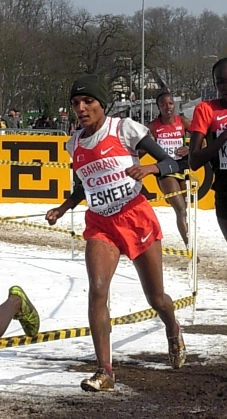
شيتايي إيشيتي في بطولة ألعاب القوى العالم لاختراق الضاحية 2013.

شيتايي إيشيتي هابتيغيبريل (مواليد 21 مايو 1990) عداءة مسافات طويلة بحرينية الجنسية إثيوبية المولد.
بدأت لأول مرة تتنافس باسم البحرين في عام 2009 في بطولة آسيا لاختراق الضاحية في المنامة. فازت بلقب فئة الشابات فيما حلت مواطنتها تيجيتو دابا وصيفة لها. أول ظهور لها على المستوى العالمي جاء بعد ذلك بوقت قصير في بطولة العالم للعدو الريفي 2009 حيث حلت في المركز الرابع والعشرين في فئة الشابات خلف دابا الثالثة والعشرين. شاركت في سباق 5000 متر في بطولة آسيا لألعاب القوى 2009 في نوفمبر حيث حلت سادسة.
في العام التالي شاركت شيتايي في فئة الكبار من خلال بطولة العالم للعدو الريفي 2010 حيث حلت حادية عشر بينما حلت مواطنتها ميمي بيليتي في المركز التاسع. في أغسطس شاركت للمرة الأولى في الدوري الماسي لألعاب القوى من خلال سباق 5000 متر حيث سجلت زمن قدره 15:25.67 دقيقة في ملعب ستوكهولم باوهاوس لألعاب القوى. كانت الممثلة الوحيدة لمنطقة آسيا والمحيط الهادي في بطولة كأس العالم لألعاب القوى 2010 حيث حلت سادسة. شهدت دورة الألعاب الآسيوية 2010 حصولها على أول ميدالية دولية بحصولها على الميدالية البرونزية في سباق 10000 متر خلف الثنائي الهندي بريجا سريدهاران وكافيتا راوت.
في بطولة العالم للعدو الريفي 2011 تراجعت مركز واحد لتحل ثانية عشر. ومع ذلك قادت المنتخب الوطني إلى احتلال المركز الرابع في التصنيف العالمي بمساعدة مريم جمال. واصلت تقديم الأداء الجيد بفوزها بالميدالية الذهبية في سباق 10000 متر في بطولة آسيا لألعاب القوى 2011 ثم ذهبية سباق 5000 متر في دورة الألعاب العسكرية 2011. بعد ذلك كسرت الرقم القياسي البحريني بزمن قدره 31:21.57 دقيقة لتحتل المركز السادس في سباق 10000 متر في بطولة العالم لألعاب القوى 2011. أنهت العام بحصولها على برونزية سباق 5000 متر وفضية سباق 10000 متر في دورة الألعاب العربية 2011.
بدأت شيتايي الموسم التالي بتحقيق إنجاز وطني بحصولها على ذهبية سباق 3000 متر في بطولة آسيا لألعاب القوى داخل الصالات 2012. ثم حلت خامسة في بطولة العالم لألعاب القوى داخل الصالات 2012. في منافسات الهواء الطلق حققت ذهبية بطولة آسيا لاختراق الضاحية.
أخذت شيتايي استراحة مهنية في عام 2014 لإنجاب طفل ثم عادت إلى المنافسة في أواخر عام 2015.

## روابط خارجية
- شيتايي إيشيتي على موقع الاتحاد الدولي لألعاب القوى (الإنجليزية)
- شيتايي إيشيتي على موقع الدوري الماسي (الإنجليزية)
- شيتايي إيشيتي على موقع أوليمبيديا (الإنجليزية)